# Ammonal
Ammonal är ett sprängämne som tillverkats av ammoniumnitrat och aluminiumpulver. 
Ammoniumnitratet fungerar som en oxiderare och aluminiumpulvret som en förstärkare. Aluminiumet gör sprängämnet mindre känsligt för detonering. På grund av att råvarorna är relativt billiga fungerar sprängämnet ibland som ersättning för trotyl. T-Ammonal fås genom att blanda i upp till 20% trotyl. Med högre inblandning av trotyl fås sprängämnet minol.
Blandningen kan dock lida eftersom ammoniumnitrat är kraftigt hygroskopiskt. Det brinner i det öppna rummet och exploderar i det slutna.
Explosionshastigheten är 4 400 m/s.

## Historia
Tidigt 1915 började britterna använda ammonal i sina minor (stora sprängladdningar) under det första världskriget. Blandningen bestod av 65 % ammoniumnitrat, 15 % TNT, 17 % grovaluminum och 3 % träkol. Tre av minorna vid Slaget vid Messines innehöll 13,6 ton ammonal, en fjärde 9,1 ton.
Sprängämnet är ännu i bruk idag inom industrin.